# العلاقات الآيسلندية الدنماركية
العلاقات الآيسلندية الدنماركية هي العلاقات الثنائية التي تجمع بين آيسلندا والدنمارك.

## مقارنة بين البلدين
هذه مقارنة عامة ومرجعية للدولتين:
| وجه المقارنة                                              | آيسلندا          | الدنمارك                                                     |
| --------------------------------------------------------- | ---------------- | ------------------------------------------------------------ |
| المساحة (كم2)                                             | 103.00 ألف       | 42.92 ألف                                                    |
| عدد السكان (نسمة)                                         | 317.35 ألف       | 5.79 مليون                                                   |
| الكثافة السكانية (ن./كم²)                                 | 3.08             | 134.9                                                        |
| العاصمة                                                   | ريكيافيك         | كوبنهاغن                                                     |
| اللغة الرسمية                                             | اللغة الآيسلندية | اللغة الدنماركية                                             |
| العملة                                                    | كرونة آيسلندية   | كرونة دنماركية                                               |
| الناتج المحلي الإجمالي (بليون دولار)                      | 23.91 مليار      | 324.87 مليار                                                 |
| الناتج المحلي الإجمالي (تعادل القوة الشرائية) بليون دولار | 15.79 مليار      | 278.61 مليار                                                 |
| الناتج المحلي الإجمالي الاسمي للفرد دولار أمريكي          | 50.17 ألف        | 51.99 ألف                                                    |
| الناتج المحلي الإجمالي للفرد دولار أمريكي                 | 46.55 ألف        | 45.54 ألف                                                    |
| مؤشر التنمية البشرية                                      | 0.899            | 0.900                                                        |
| رمز المكالمات الدولي                                      | +354             | +45                                                          |
| رمز الإنترنت                                              | .is              | .dk                                                          |
| المنطقة الزمنية                                           | 00، أوروبا/لندن ‏ | توقيت وسط أوروبا، ت ع م+02:00، ت ع م+01:00، أوروبا/كوبنهاجن ‏ |

## مدن متوأمة
في ما يلي قائمة باتفاقيات التوأمة بين مدن آيسلندية ودنماركية:
- ترتبط كوبافوغور مع أودنسه باتفاقية توأمة.
- ترتبط غارذاباير مع Birkerød Municipality  [لغات أخرى]‏ باتفاقية توأمة.
- ترتبط Seltjarnarnes [الإنجليزية]‏ مع Herlev [الإنجليزية]‏ باتفاقية توأمة.
- ترتبط غريندافيك مع Hirtshals [الإنجليزية]‏ باتفاقية توأمة.
- ترتبط بورغارنيس مع Dragsholm Municipality [الإنجليزية]‏ باتفاقية توأمة.
- ترتبط رايكيانسبير مع يورينغ باتفاقية توأمة.[17][17]
- ترتبط Blönduós [الإنجليزية]‏ مع هورسينس باتفاقية توأمة.[18]
- ترتبط Norðurþing [الإنجليزية]‏ مع آلبورغ باتفاقية توأمة منذ 1966.
- ترتبط دالفيك مع فيبورغ باتفاقية توأمة.[19]
- ترتبط هافنارفيوردور مع فريدريكسبرغ باتفاقية توأمة.[20]
- ترتبط ريكيافيك مع كوبنهاغن باتفاقية توأمة.
- ترتبط Húsavík [الإنجليزية]‏ مع آلبورغ باتفاقية توأمة.
- ترتبط Stykkishólmur [الإنجليزية]‏ مع Kolding Municipality [الإنجليزية]‏ باتفاقية توأمة منذ 1979.
- ترتبط هوفن مع شامسو باتفاقية توأمة.
- ترتبط سايويسفورور مع Lyngby-Taarbæk Municipality [الإنجليزية]‏ باتفاقية توأمة.
- ترتبط موسفلسبير مع Thisted Municipality [الإنجليزية]‏ باتفاقية توأمة.
- ترتبط أكوريري مع راندرس باتفاقية توأمة منذ 14 أكتوبر 1994.[21]
- ترتبط ألفتينس مع Næstved [الإنجليزية]‏ باتفاقية توأمة.

## منظمات دولية مشتركة
يشترك البلدان في عضوية مجموعة من المنظمات الدولية، منها:
| علم المنظمة | اسم المنظمة                               | تاريخ انضمام آيسلندا | تاريخ انضمام الدنمارك |
| ----------- | ----------------------------------------- | -------------------- | --------------------- |
|             | حلف شمال الأطلسي                          | 4 أبريل 1949         | 4 أبريل 1949          |
|             | وكالة ضمان الاستثمار متعدد الأطراف        | 25 سبتمبر 1998       | 12 أبريل 1988         |
|             | منظمة الشرطة الجنائية الدولية             | ?                    | ?                     |
|             | مجموعة الموردين النوويين                  | ?                    | ?                     |
|             | منظمة حظر الأسلحة الكيميائية              | ?                    | ?                     |
|             | منظمة التجارة العالمية                    | ?                    | 1995                  |
|             | الفريق المعني برصد الأرض                  | ?                    | ?                     |
|             | الأمم المتحدة                             | 19 نوفمبر 1946       | 24 أكتوبر 1945        |
|             | مؤسسة التمويل الدولية                     | 20 يوليو 1956        | 20 يوليو 1956         |
|             | يونسكو                                    | 8 يونيو 1964         | 4 نوفمبر 1946         |
|             | مؤسسة التنمية الدولية                     | 19 مايو 1961         | 30 نوفمبر 1960        |
|             | منظمة الأمن والتعاون في أوروبا            | 25 يونيو 1973        | 25 يونيو 1973         |
|             | الاتحاد الدولي للاتصالات                  | 1 أكتوبر 1906        | 1866                  |
|             | منظمة التعاون الاقتصادي والتنمية          | ?                    | ?                     |
|             | مجموعة أستراليا                           | 1993                 | 1985                  |
|             | اتحاد المدفوعات الأوروبي ‏                 | ?                    | ?                     |
|             | المجلس الشمالي                            | ?                    | ?                     |
|             | نظام تحكم تكنولوجيا القذائف               | 1993                 | 1990                  |
|             | مجلس دول بحر البلطيق                      | ?                    | ?                     |
|             | مجلس أوروبا                               | ?                    | ?                     |
|             | اتفاقية السماوات المفتوحة                 | ?                    | ?                     |
|             | المجلس القطبي                             | ?                    | ?                     |
|             | البنك الدولي للإنشاء والتعمير             | 27 ديسمبر 1945       | 30 نوفمبر 1960        |
|             | المركز الدولي لتسوية المنازعات الاستشارية | 14 أكتوبر 1966       | 24 مايو 1968          |
|             | الاتحاد البريدي العالمي                   | ?                    | ?                     |

## وصلات خارجية
- موقع وزارة الخارجية الآيسلندية
- موقع وزارة الخارجية الدنماركية